# Vendeuil-Caply
Vendeuil-Caply ist eine französische Gemeinde mit 444 Einwohnern (Stand: 1. Januar 2022) im Département Oise in der Region Hauts-de-France; sie gehört zum Arrondissement Clermont und zum Kanton Saint-Just-en-Chaussée und ist Teil der Communauté de communes de l’Oise Picarde. Die Einwohner werden Vendeuillois-Caplyssiens genannt.

## Geographie
Vendeuil-Caply liegt etwa 22 Kilometer nordnordwestlich von Clermont am Noye, der hier entspringt. Umgeben wird Vendeuil-Caply von den Nachbargemeinden Breteuil im Norden, Beauvoir im Osten, Saint-André-Farivillers im Süden, Sainte-Eusoye im Südwesten sowie Troussencourt im Westen.

## Bevölkerungsentwicklung
| Jahr                      | 1962 | 1968 | 1975 | 1982 | 1990 | 1999 | 2006 | 2013 |
| Einwohner                 | 314  | 319  | 332  | 345  | 372  | 372  | 417  | 486  |
| Quelle: Cassini und INSEE |      |      |      |      |      |      |      |      |

## Sehenswürdigkeiten
Siehe auch: Liste der Monuments historiques in Vendeuil-Caply
- Reste eines gallorömischen Amphitheaters aus dem 1. Jahrhundert, seit 1982 Monument historique
- Kirche Saint-Martin aus dem 15. Jahrhundert

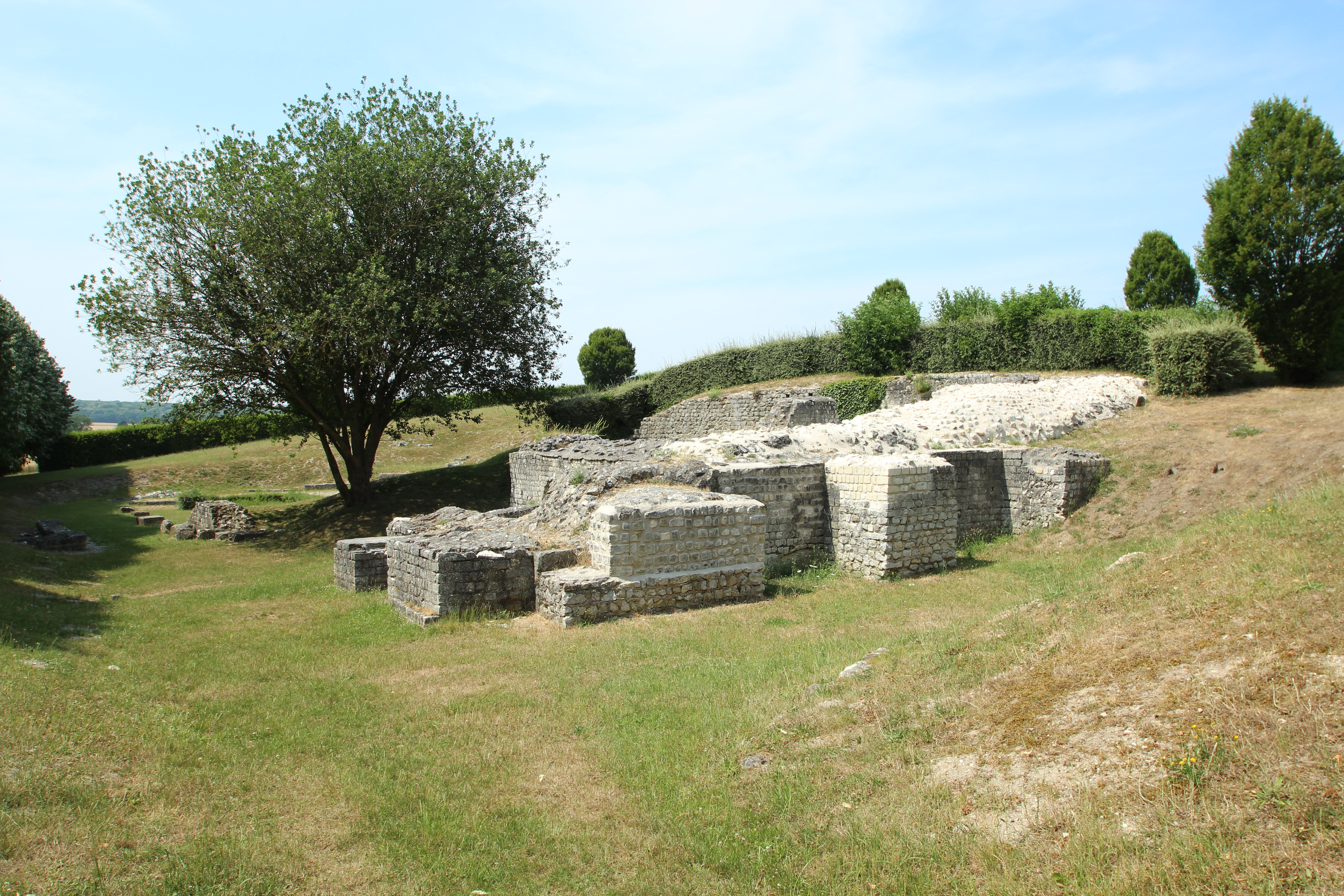
Amphitheater
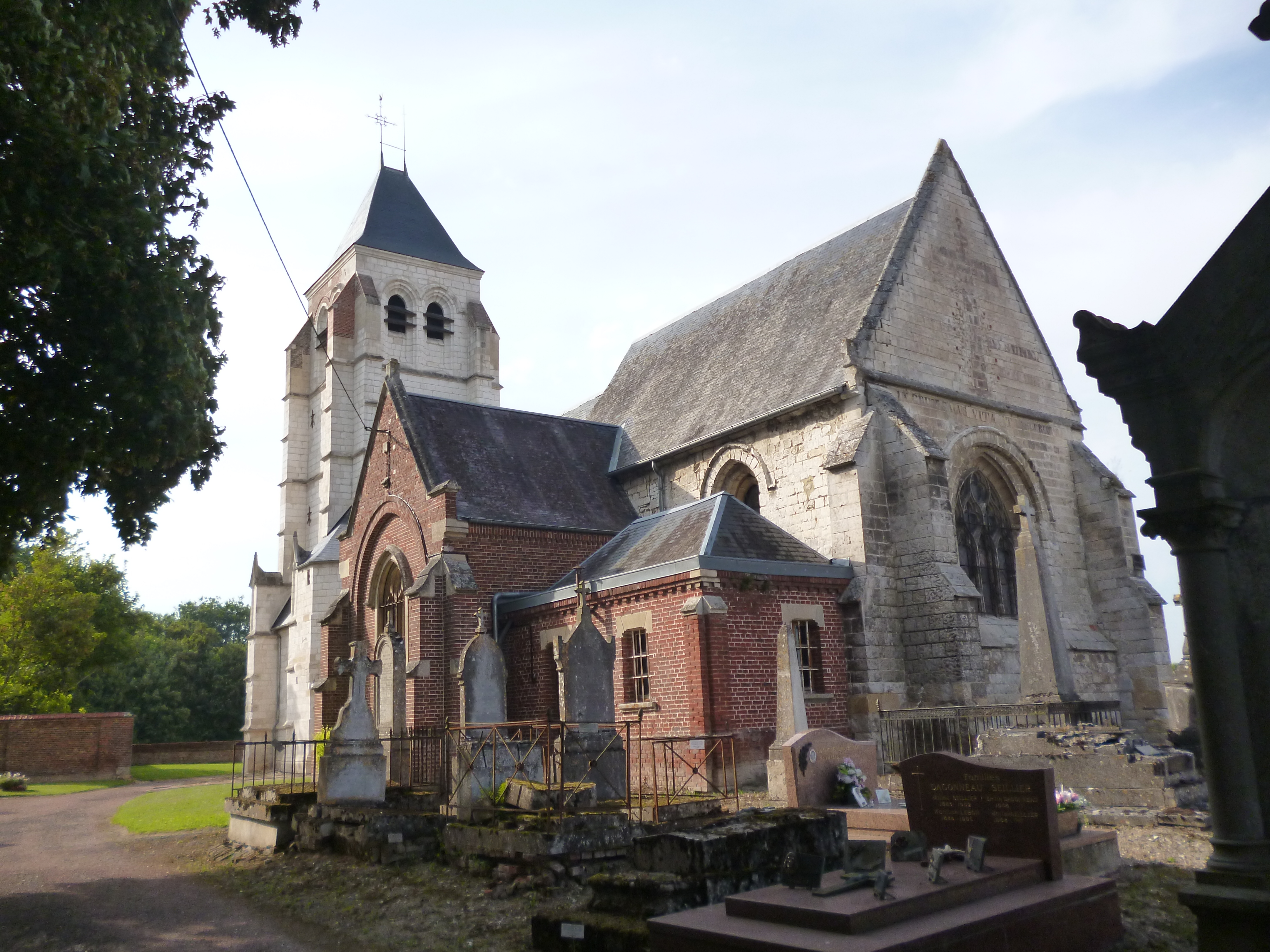
Kirche Saint-Martin